# Necrolemur
Necrolemur ist eine ausgestorbene Gattung der Primaten. Sie lebte im Eozän und starb am Ende dieser chronostratigraphischen Serie aus. Fossilienfunde sind aus Deutschland, der Schweiz, Spanien und Frankreich bekannt, darunter auch gut erhaltene Schädel aus Phosphoriten aus Quercy.

## Merkmale
Necrolemur wurde etwa 25 cm lang, ähnelt einem Koboldmaki und war wahrscheinlich nachtaktiv und baumbewohnend. Augen und Ohren sind groß, der Schädel läuft spitz zu. Die großen Augenhöhlen sind nicht durch eine Knochenwand von den Schläfengruben getrennt. Das Gehirn liegt dicht bei den Augenhöhlen. Der Hirnschädel ist groß und rund, die durch einen Steinkern bekannte Gehirnform erinnert mit ihren kleinen Frontallappen an das Gehirn der Koboldmakis. Der Riechkolben ist größer als bei den Koboldmakis, der Gesichtsschädel weniger reduziert, das Große Hinterhauptloch ventral (bauchseitig) verschoben.
| 2 | · | 1 | · | 3 | · | 3 | = 34 |
| 1 | · | 1 | · | 3 | · | 3 | = 34 |

| 2 | · | 1 | · | 3 | · | 3 | = 34 |
| 0 | · | 1 | · | 4 | · | 3 | = 34 |

Necrolemur hatte insgesamt 34 Zähne, wobei für die Zahnformel des Unterkiefers zwei Optionen möglich sind.
Der Oberschenkelknochen, verschmolzene Schien- und Wadenbeine, das Fersenbein und die Lage des Großen Hinterhauptlochs lassen darauf schließen, dass Necrolemur sich ähnlich wie die Koboldmakis durch bipedes Springen fortbewegte.